# Scottish FA Cup 2020/21
Der Scottish FA Cup wurde 2020/21 zum 136. Mal ausgespielt. Der wichtigste schottische Fußball-Pokalwettbewerb, der offiziell als Scottish Cup 2020/21 ausgetragen und vom Schottischen Fußballverband geleitet wurde, begann am 28. November 2020 und endete mit dem Finale am 22. Mai 2021 im Hampden Park von Glasgow. Nach neun Jahren mit dem Sponsorennamen William Hill wurde der Wettbewerb ohne Titelsponsor ausgespielt. Als Titelverteidiger startete der gleichzeitige Rekordsieger Celtic Glasgow in den Wettbewerb. Der schottische Verband änderte das Format für den schottischen Pokal 2020/21 mit überarbeiteten Wettbewerbsregeln aufgrund der anhaltenden COVID-19-Pandemie. So gab es unter anderem in der Geschichte des Wettbewerbs erstmals keine Wiederholungsspiele bei einem Unentschieden nach 90 Minuten geben.
Im diesjährigen Endspiel um den schottischen Pokal standen sich die beiden Erstligisten Hibernian Edinburgh und FC St. Johnstone gegenüber. Die „Hibs“ aus Edinburgh erreichten das Endspiel zum 15. Mal seit 1887. Davon gewannen sie lediglich drei, zuletzt im Jahr 2016. Für die „Saints“ ist es das zweite Pokalfinale nach 2014, in dem  sie gegen Dundee United gewannen. Die „Saints“ hatten drei Monate zuvor zum ersten Mal in der Vereinsgeschichte den Ligapokal gewonnen als sie Livingston bezwangen. St. Johnstone gewann das Endspiel durch ein Tor von Shaun Rooney mit 1:0 und qualifizierte sich als Pokalsieger für die Europa League.

## Termine
Die Spielrunden sollten ursprünglich von 28. November 2020 bis 8. Mai 2021 ausgetragen werden. Wegen der Entscheidung der schottischen Fußballverband vom 11. Januar 2021 alle Spiele unterhalb der Scottish Championship sowie der Pokal bis 31. Januar auszusetzen, wurden die sämtliche Spiele der zweiten Runde, sowie alle Spiele der dritten Hauptrunde für ein späteres Datum verlegt. Im März 2021 wird der Wettbewerb mit einem veränderten Terminplan fortgesetzt.
| Runde         | Datum                                 | Spiele | Vereine  | Neueinstiege |
| ------------- | ------------------------------------- | ------ | -------- | ------------ |
| 1. Vorrunde   | 28. November 2020                     | 2      | 100 → 98 | 26           |
| 2. Vorrunde   | 12. – 21. Dezember 2020               | 26     | 98 → 72  | 28           |
| 1. Hauptrunde | 26. Dezember 2020 – 11. Januar 2021   | 20     | 72 → 52  | 14           |
| 2. Hauptrunde | 9. Januar 2021 – 23. März 2021        | 20     | 52 → 32  | 20           |
| 3. Hauptrunde | 30. Januar 2021 2. – 5. April 2021    | 16     | 32 → 16  | 12           |
| Achtelfinale  | 20. Februar 2021 16. – 18. April 2021 | 8      | 16 → 8   | keine        |
| Viertelfinale | 13. März 2021 24. – 26. April 2021    | 4      | 8 → 4    | keine        |
| Halbfinale    | 10. April 2021 8./9. Mai 2021         | 2      | 4 → 2    | keine        |
| Finale        | 8. Mai 2021 22. Mai 2021              | 1      | 2 → 1    | keine        |

## Erste Vorrunde
Die 1. Vorrunde wurde am 10. November 2020 von John Collins ausgelost. Ursprünglich sollten 106 Mannschaften an dem Wettbewerb teilnehmen, aber Auchinleck Talbot, FC Burntisland Shipyard, der FC Girvan und Golspie Sutherland die ab der 1. Vorrunde starten sollten, sowie Forres Mechanics und Gretna 2008, die ab der 2. Vorrunde starten sollten, entschieden sich zurückzuziehen. Zwei Paarungen wurden ausgelost, während 22 Mannschaften ein Freilos erhielten. Ausgetragen wurden die Begegnungen am 28. November 2020.
| Datum                        |                                     | Ergebnis  |                             |
| ---------------------------- | ----------------------------------- | --------- | --------------------------- |
| 28. November 2020, 14:30 GMT | Penicuik Athletic (VI)              | 2:3 n. V. | Musselburgh Athletic (VI)   |
| 28. November 2020, 15:00 GMT | Lothian Thistle Hutchison Vale (VI) | 2:1 n. V. | St. Cuthbert Wanderers (VI) |

## Zweite Vorrunde
Die 2. Vorrunde wurde am 10. November 2020 von John Collins ausgelost. Ausgetragen wurden die Begegnungen zwischen dem 12. und 21. Dezember 2020.
| Datum                        |                                     | Ergebnis              |                                     |
| ---------------------------- | ----------------------------------- | --------------------- | ----------------------------------- |
| 12. Dezember 2020, 12:30 GMT | Jeanfield Swifts (V)                | 3:1                   | University of Stirling (V)          |
| 12. Dezember 2020, 13:30 GMT | Dundonald Bluebell (VI)             | 4:2                   | Easthouses Lily Miners Welfare (VI) |
| 12. Dezember 2020, 14:30 GMT | Hill of Beath Hawthorn (VI)         | 2:1                   | Whitehill Welfare (VI)              |
| 12. Dezember 2020, 15:00 GMT | Banks O’ Dee (SJFA)                 | 6:1                   | FC Vale of Leithen (V)              |
| 12. Dezember 2020, 15:00 GMT | Blackburn United (VI)               | 1:1 n. V. (2:4 i. E.) | Civil Service Strollers (V)         |
| 12. Dezember 2020, 15:00 GMT | BSC Glasgow (V)                     | 2:3                   | Haddington Athletic (VI)            |
| 12. Dezember 2020, 15:00 GMT | Clachnacuddin FC (V)                | 1:2                   | Caledonian Braves (V)               |
| 12. Dezember 2020, 15:00 GMT | FC Deveronvale (V)                  | 1:4                   | Camelon Juniors (VI)                |
| 12. Dezember 2020, 15:00 GMT | FC Dunipace (VI)                    | 1:3                   | Berwick Rangers (V)                 |
| 12. Dezember 2020, 15:00 GMT | FC East Stirlingshire (V)           | 5:0                   | FC Inverurie Loco Works (V)         |
| 12. Dezember 2020, 15:00 GMT | Edinburgh University (V)            | 1:2                   | Tranent Juniors (VI)                |
| 12. Dezember 2020, 15:00 GMT | Gala Fairydean Rovers (V)           | 6:0                   | FC Wigtown & Bladnoch (VI)          |
| 12. Dezember 2020, 15:00 GMT | FC Huntly (V)                       | 3:0                   | Dalbeattie Star (V)                 |
| 12. Dezember 2020, 15:00 GMT | FC Keith (V)                        | 5:1                   | FC Fort William (V)                 |
| 12. Dezember 2020, 15:00 GMT | Lothian Thistle Hutchison Vale (VI) | 4:4 n. V. (4:2 i. E.) | FC Lossiemouth (V)                  |
| 12. Dezember 2020, 15:00 GMT | Nairn County (V)                    | 4:0                   | Threave Rovers (VI)                 |
| 12. Dezember 2020, 15:00 GMT | FC Newton Stewart (VI)              | 0:3                   | Broxburn Athletic (VI)              |
| 12. Dezember 2020, 15:00 GMT | Newtongrange Star (VI)              | 0:4                   | FC Rothes (V)                       |
| 12. Dezember 2020, 15:00 GMT | FC Spartans (V)                     | 2:1                   | FC East Kilbride (V)                |
| 12. Dezember 2020, 15:00 GMT | Strathspey Thistle (V)              | 0:4                   | Buckie Thistle (V)                  |
| 12. Dezember 2020, 15:00 GMT | FC Tynecastle (VI)                  | 2:3                   | Cumbernauld Colts (V)               |
| 13. Dezember 2020, 16:00 GMT | Glasgow University (VII)            | 1:2                   | Linlithgow Rose (VI)                |
| 16. Dezember 2020, 19:30 GMT | Preston Athletic (VI)               | 3:2                   | Hawick Royal Albert United (VI)     |
| 16. Dezember 2020, 19:45 GMT | FC Coldstream (VI)                  | 0:2                   | Bo’ness United (V)                  |
| 21. Dezember 2020, 19:30 GMT | Wick Academy (V)                    | 3:1 n. V.             | Musselburgh Athletic (VI)           |
| 21. Dezember 2020, 19:45 GMT | Formartine United (V)               | 2:1                   | Turriff United (V)                  |

## Erste Hauptrunde
Die 1. Hauptrunde wurde am 13. Dezember 2020 von Stuart McCaffrey und Gordon Duncan ausgelost. Ausgetragen wurden die Begegnungen zwischen dem 26. Dezember 2020 und 11. Januar 2021.
| Datum                        |                                     | Ergebnis              |                             |
| ---------------------------- | ----------------------------------- | --------------------- | --------------------------- |
| 26. Dezember 2020, 15:00 GMT | Albion Rovers (IV)                  | 0:3                   | Buckie Thistle (V)          |
| 26. Dezember 2020, 15:00 GMT | Berwick Rangers (V)                 | 0:3                   | Stirling Albion (IV)        |
| 26. Dezember 2020, 15:00 GMT | Brechin City (IV)                   | 2:3                   | Linlithgow Rose (VI)        |
| 26. Dezember 2020, 15:00 GMT | FC Cowdenbeath (IV)                 | 2:0                   | Wick Academy (V)            |
| 26. Dezember 2020, 15:00 GMT | Edinburgh City (IV)                 | 3:1                   | Caledonian Braves (V)       |
| 26. Dezember 2020, 15:00 GMT | Elgin City (IV)                     | 4:0                   | Civil Service Strollers (V) |
| 26. Dezember 2020, 15:00 GMT | Gala Fairydean Rovers (V)           | 1:2                   | Annan Athletic (IV)         |
| 26. Dezember 2020, 15:00 GMT | Haddington Athletic (VI)            | 1:2                   | Formartine United (V)       |
| 26. Dezember 2020, 15:00 GMT | FC Keith (V)                        | 4:2 n. V.             | Hill of Beath Hawthorn (VI) |
| 26. Dezember 2020, 15:00 GMT | Kelty Hearts (V)                    | 2:1                   | Jeanfield Swifts (VI)       |
| 26. Dezember 2020, 15:00 GMT | Lothian Thistle Hutchison Vale (VI) | 0:3                   | Banks O’ Dee (SJFA)         |
| 26. Dezember 2020, 15:00 GMT | Nairn County (V)                    | 0:0 n. V. (4:3 i. E.) | Broxburn Athletic (VI)      |
| 26. Dezember 2020, 15:00 GMT | FC Rothes (V)                       | 1:3                   | FC Fraserburgh (V)          |
| 26. Dezember 2020, 15:00 GMT | FC Stenhousemuir (IV)               | 4:1                   | Preston Athletic (VI)       |
| 26. Dezember 2020, 15:00 GMT | FC Stranraer (IV)                   | 5:0                   | FC Spartans (V)             |
| 26. Dezember 2020, 15:00 GMT | Tranent Juniors (VI)                | 4:1                   | FC East Stirlingshire (V)   |
| 28. Dezember 2020, 19:45 GMT | Dundonald Bluebell (VI)             | 1:3 n. V.             | FC Queen’s Park (IV)        |
| 1. Januar 2021, 15:00 GMT    | Bonnyrigg Rose Athletic (V)         | 5:2                   | Bo’ness United (V)          |
| 6. Januar 2021, 20:00 GMT    | FC Huntly (V)                       | 3:1                   | Cumbernauld Colts (V)       |
| 11. Januar 2021, 19:30 GMT   | Camelon Juniors (VI)                | 1:2                   | Brora Rangers (V)           |

## Zweite Hauptrunde
Die 2. Hauptrunde wurde am 28. Dezember 2020 von Andy Webster ausgelost. Ausgetragen wurden die Begegnungen zwischen dem 8. Januar und 23. März 2021. Die meisten Spiele wurden wegen gefrorenen und damit unbespielbaren Plätzen auf den 12. un 13. Januar verschoben. Am 11. Januar 2021 erklärte der schottische Fußballverband, das alle Spiele unterhalb der Scottish Championship sowie der Pokal wegen der verschärften Lockdown-Bedingungen im Bezug zu der COVID-19-Pandemie im Vereinigten Königreich bis zum 31. Januar 2021 ausgesetzt sind und an einem späteren Datum ausgespielt werden. Am 29. Januar wurde die Aussetzung bis auf dem 11. Februar verlängert. Am 9. Februar wurde die Aussetzung bis auf dem 1. März verlängert. Im März 2021 wurde der Wettbewerb fortgesetzt. Alle verbliebenen Spielen fanden am 23. März statt.
| Datum                      |                        | Ergebnis              |                                   |
| -------------------------- | ---------------------- | --------------------- | --------------------------------- |
| 8. Januar 2021, 19:45 GMT  | FC Queen’s Park (IV)   | 0:3                   | Queen of the South (II)           |
| 9. Januar 2021, 15:00 GMT  | Alloa Athletic (II)    | 2:3                   | Cove Rangers (III)                |
| 9. Januar 2021, 15:00 GMT  | FC East Fife (III)     | 5:1                   | Tranent Juniors (VI)              |
| 9. Januar 2021, 15:00 GMT  | Forfar Athletic (III)  | 4:1 n. V.             | Linlithgow Rose (VI)              |
| 9. Januar 2021, 15:00 GMT  | FC Fraserburgh (V)     | 2:1                   | Banks O’ Dee (SJFA)               |
| 9. Januar 2021, 18:00 GMT  | Kelty Hearts (V)       | 2:3                   | FC Stranraer (IV)                 |
| 9. Januar 2021, 19:45 GMT  | FC Dundee (II)         | 3:2 n. V.             | Bonnyrigg Rose Athletic (V)       |
| 10. Januar 2021, 13:00 GMT | FC Airdrieonians (III) | 0:1                   | Edinburgh City (IV)               |
| 23. März 2021, 19:30 GMT   | Nairn County (V)       | 1:7                   | FC Montrose (III)                 |
| 23. März 2021, 19:45 GMT   | FC Arbroath (II)       | 1:2                   | FC Falkirk (III)                  |
| 23. März 2021, 19:45 GMT   | Brora Rangers (V)      | 2:1                   | Heart of Midlothian (II)          |
| 23. März 2021, 19:45 GMT   | FC Dumbarton (III)     | 4:0                   | FC Huntly (V)                     |
| 23. März 2021, 19:45 GMT   | Elgin City (IV)        | 0:4                   | Ayr United (II)                   |
| 23. März 2021, 19:45 GMT   | Formartine United (V)  | 1:1 n. V. (3:1 i. E.) | Annan Athletic (IV)               |
| 23. März 2021, 19:45 GMT   | Greenock Morton (II)   | 0:0 n. V. (6:5 i. E.) | Dunfermline Athletic (II)         |
| 23. März 2021, 19:45 GMT   | FC Keith (V)           | 0:2                   | FC Clyde (III)                    |
| 23. März 2021, 19:45 GMT   | Partick Thistle (III)  | 3:0                   | FC Cowdenbeath (IV)               |
| 23. März 2021, 19:45 GMT   | FC Peterhead (III)     | 0:1                   | FC Stenhousemuir (IV)             |
| 23. März 2021, 19:45 GMT   | Stirling Albion (IV)   | 0:2                   | Raith Rovers (II)                 |
| 23. März 2021, 20:00 GMT   | Buckie Thistle (V)     | 2:3                   | Inverness Caledonian Thistle (II) |

## Dritte Hauptrunde
Die 3. Hauptrunde wurde am 10. Januar 2021 von Peter Løvenkrands ausgelost. Ausgetragen sollten die Begegnungen ursprünglich am 30. und 31. Januar 2021. Wegen der Entscheidung des schottischen Fußballverbands vom 11. Januar 2021 alle Spiele unterhalb der Scottish Championship sowie den Pokal bis 31. Januar auszusetzen, wurden die Spiele der dritten Hauptrunde auf ein späteres Datum verlegt. Am 29. Januar wurde die Aussetzung bis auf den 11. Februar verlängert. Am 9. Februar wurde die Aussetzung bis auf den 1. März verlängert. Im März 2021 wurde der Wettbewerb fortgesetzt. Die Spiele wurden zwischen dem 2. und 5. April ausgetragen.
| Datum                    |                         | Ergebnis              |                                   |
| ------------------------ | ----------------------- | --------------------- | --------------------------------- |
| 2. April 2021, 19:35 BST | Ross County (I)         | 1:3                   | Inverness Caledonian Thistle (II) |
| 3. April 2021, 12:15 BST | FC Dumbarton (III)      | 0:1                   | FC Aberdeen (I)                   |
| 3. April 2021, 15:00 BST | Ayr United (II)         | 0:1                   | FC Clyde (III)                    |
| 3. April 2021, 15:00 BST | Brora Rangers (V)       | 1:3 n. V.             | FC Stranraer (IV)                 |
| 3. April 2021, 15:00 BST | FC Dundee (II)          | 0:1                   | FC St. Johnstone (I)              |
| 3. April 2021, 15:00 BST | Dundee United (I)       | 2:1                   | Partick Thistle (III)             |
| 3. April 2021, 15:00 BST | FC East Fife (III)      | 1:2 n. V.             | Greenock Morton (II)              |
| 3. April 2021, 15:00 BST | Forfar Athletic (III)   | 2:2 n. V. (5:3 i. E.) | Edinburgh City (IV)               |
| 3. April 2021, 15:00 BST | Formartine United (V)   | 0:5                   | FC Motherwell (I)                 |
| 3. April 2021, 15:00 BST | FC Fraserburgh (V)      | 2:4                   | FC Montrose (III)                 |
| 3. April 2021, 15:00 BST | Hamilton Academical (I) | 0:3                   | FC St. Mirren (I)                 |
| 3. April 2021, 15:00 BST | FC Livingston (I)       | 2:1 n. V.             | Raith Rovers (II)                 |
| 3. April 2021, 15:00 BST | FC Stenhousemuir (IV)   | 0:4                   | FC Kilmarnock (I)                 |
| 3. April 2021, 19:30 BST | Celtic Glasgow (I)      | 3:0                   | FC Falkirk (III)                  |
| 4. April 2021, 18:30 BST | Glasgow Rangers (I)     | 4:0                   | Cove Rangers (III)                |
| 5. April 2021, 19:35 BST | Queen of the South (II) | 1:3                   | Hibernian Edinburgh (I)           |

## Achtelfinale
Das Achtelfinale wurde am 4. April 2021 von Nathan Evans ausgelost. Ausgetragen wurden die Begegnungen zwischen dem 16. und 18. April 2021. Nach der ursprünglichen Veröffentlichung des Terminplans wurden die Anstoßzeiten geändert um sich nicht mit der Beerdigung von Prinz Philip, Duke of Edinburgh zu überschneiden.
| Datum                     |                       | Ergebnis              |                                   |
| ------------------------- | --------------------- | --------------------- | --------------------------------- |
| 16. April 2021, 18:00 BST | FC St. Mirren (I)     | 2:1                   | Inverness Caledonian Thistle (II) |
| 16. April 2021, 19:00 BST | FC Motherwell (I)     | 1:1 n. V. (5:3 i. E.) | Greenock Morton (II)              |
| 16. April 2021, 19:45 BST | Forfar Athletic (III) | 0:1                   | Dundee United (I)                 |
| 17. April 2021, 11:45 BST | FC Kilmarnock (I)     | 3:1                   | FC Montrose (III)                 |
| 17. April 2021, 17:30 BST | FC St. Johnstone (I)  | 2:0                   | FC Clyde (III)                    |
| 17. April 2021, 17:30 BST | FC Aberdeen (I)       | 2:2 n. V. (5:3 i. E.) | FC Livingston (I)                 |
| 18. April 2021, 12:15 BST | FC Stranraer (IV)     | 0:4                   | Hibernian Edinburgh (I)           |
| 18. April 2021, 15:00 BST | Glasgow Rangers (I)   | 2:0                   | Celtic Glasgow (I)                |

## Viertelfinale
Die Auslosung für das Viertelfinale fand am 4. April 2021 gleich nach der Auslosung der vierten statt. Die Spiele wurden zwischen dem 24. und 26. April 2021 ausgetragen.
| Datum                     |                         | Ergebnis              |                      |
| ------------------------- | ----------------------- | --------------------- | -------------------- |
| 24. April 2021, 17:00 BST | Hibernian Edinburgh (I) | 2:2 n. V. (4:2 i. E.) | FC Motherwell (I)    |
| 25. April 2021, 14:30 BST | FC Aberdeen (I)         | 0:3                   | Dundee United (I)    |
| 25. April 2021, 18:30 BST | Glasgow Rangers (I)     | 1:1 n. V. (2:4 i. E.) | FC St. Johnstone (I) |
| 26. April 2021, 19:45 BST | FC Kilmarnock (I)       | 3:3 n. V. (4:5 i. E.) | FC St. Mirren (I)    |

## Halbfinale
Das Halbfinale wurde am 26. April 2021 von Marvin Bartley ausgelost. Ausgetragen wurden die Begegnungen am 8. und 9. Mai 2021 im Hampden Park von Glasgow.
| Datum                  |                   | Ergebnis |                         |
| ---------------------- | ----------------- | -------- | ----------------------- |
| 8. Mai 2021, 16:00 BST | Dundee United (I) | 0:2      | Hibernian Edinburgh (I) |
| 9. Mai 2021, 14:15 BST | FC St. Mirren (I) | 1:2      | FC St. Johnstone (I)    |

## Finale
| Hibernian Edinburgh                                       | Hibernian Edinburgh | FC St. Johnstone | FC St. Johnstone |
| --------------------------------------------------------- | --- | --- | ---------------- |
| Hibernian Edinburgh                                       | \| 22. Mai 2021 um 14:15 Uhr (GMT) in Glasgow (Hampden Park) \| \| Ergebnis: 0:1 (0:1) \| \| Zuschauer: Unter Ausschluss der Öffentlichkeit \| \| Schiedsrichter: Nick Walsh \| \| Spielbericht \|                                             | \| 22. Mai 2021 um 14:15 Uhr (GMT) in Glasgow (Hampden Park) \| \| Ergebnis: 0:1 (0:1) \| \| Zuschauer: Unter Ausschluss der Öffentlichkeit \| \| Schiedsrichter: Nick Walsh \| \| Spielbericht \|                                                              | FC St. Johnstone |
| Hibernian Edinburgh                                       | Matt Macey – Paul McGinn, Ryan Porteous, Paul Hanlon , Josh Doig (76. Lewis Stevenson) – Martin Boyle, Alex Gogić (56. Jamie Murphy), Joe Newell (72. Melker Hallberg), Jackson Irvine – Christian Doidge, Kevin Nisbet Cheftrainer: Jack Ross | Zander Clark – Jamie McCart, Liam Gordon, Jason Kerr – Callum Booth, Craig Bryson (64. Murray Davidson), Alistair McCann, Shaun Rooney (79. James Brown), Glenn Middleton (82. Michael O’Halloran), David Wotherspoon – Chris Kane Cheftrainer: Callum Davidson | FC St. Johnstone |
| Hibernian Edinburgh                                       | 0:1 Shaun Rooney (32.) | | FC St. Johnstone |
| Hibernian Edinburgh                                       | Jackson Irvine (44.), Paul McGinn (74.), Ryan Porteous (87.), Martin Boyle (88.) | | FC St. Johnstone |
| 22. Mai 2021 um 14:15 Uhr (GMT) in Glasgow (Hampden Park) | | |                  |
| Ergebnis: 0:1 (0:1)                                       | | |                  |
| Zuschauer: Unter Ausschluss der Öffentlichkeit            | | |                  |
| Schiedsrichter: Nick Walsh                                | | |                  |
| Spielbericht                                              | | |                  |